# Bernhart Jähnig
Bernhart Jähnig (* 7. října 1941 Klagenfurt) je německý historik, archivář a pedagog.

## Životopis
Po maturitě na kolínském gymnáziu studoval od roku 1961 historii, germanistiku a filozofii v Kolíně nad Rýnem a Göttingenu. V roce 1966 složil první státní pedagogické zkoušky. V roce 1968 promoval na doktora filozofie u Hermanna Heimpela v Göttingenu. O dva roky později složil archivářské zkoušky.
Od roku 1970 působil v několika státních archivech. V roce 1989 nastoupil na Friedrich-Meinecke-Institut FU Berlin.
V období 1995 až 2010 byl předsedou Historische Kommission für ost- und westpreußische Landesforschung. Patří mezi odborníky na dějiny řádu německých rytířů.

## Publikace (výběr)
- Preussens erstes Provinzialarchiv. Marburg 2006
- Danzig vom 15. bis 20. Jahrhundert. Marburg 2006
- Kirche und Welt in der frühen Neuzeit im Preussenland. Marburg 2007
- 750 Jahre Königsberg. Marburg 2008
- Musik und Literatur im frühneuzeitlichen Preußenland. Marburg 2009